# The Dickies
The Dickies — американская панк-рок-группа. Основанная в  1977 году в Долине Сан-Фернандо, Лос-Анджелес, Калифорния. 
The Dickies были одной из первых панк-групп, появившихся в Лос-Анджелесе. Также, они были первой калифорнийской панк-группой, появившейся на телевидении, и первой калифорнийской панк-группой, подписавшей контракт с мейджор-лейблом.
В 1988 году, The Dickies написали и исполнили музыкальную тему для фильма ужасов «Клоуны-убийцы из космоса».

## Альбомы
- The Incredible Shrinking Dickies (1979)
- Dawn of the Dickies (1979)
- Stukas Over Disneyland (1983)
- We Aren't the World (1986)
- Killer Klowns From Outer Space (1988)
- Great Dictations (1989) - (компиляция)
- Second Coming (1989)
- Locked 'N' Loaded Live In London (1991) - (концертный альбом)
- Idjit Savant (1994)
- Dogs from the Hare that Bit Us (1998)
- Still Got Live Even If You Don't Want It (1999)
- All This and Puppet Stew (2001)
- Punk Singles Collection (2002) - (компиляция)
- Live In London (2002) - (концертный альбом)
- Dickies Go Bananas! (2008) - (концертный альбом, содержащий выступление 16 июля 2002 года в the Wedgewood Rooms, Портсмуте)
- Kick-Ass Soundtrack (2010) - ("Banana Splits (Tra La La Song)" была использована в фильме «Пипец» и включена в официальный саундтрек к нему)

## Синглы
- «Paranoid» (1978) - UK #45
- «Eve of Destruction» (1978)
- «Give It Back» (1978)
- «Silent Night» (1978) - UK #47
- «Banana Splits (Tra La La Song)» (1979) - UK #7
- «Nights in White Satin» (1979) - UK #39
- «Manny, Moe And Jack» (1979)
- «Fan Mail» (1980) - UK #57
- «Gigantor» (1980) - UK #72
- «Killer Klowns» (1986)
- «Dummy Up» (1989)
- «Just Say Yes» (1990)
- «Roadkill» (1990)
- «Pretty Ballerina» (1995)
- «Make It So» (1996)
- «My Pop the Cop» (1998)
- «Free Willy» (2001)

## Videos/DVDs
- Dickies Over Stukaland (1991) — Компиляция различных выступлений Dickies в Европе в 1990 году.
- The Best of Flipside #6 (1997) — Запись 1985 года, сделанная в Лос-Анджелесе.
- Rocked 'N' Roaded (2000) — Компиляция различных выступлений Dickies в Японии в 2000 году.
- Peepshow (2002)
- World Shut Your Mouth (2003)
- An Evening with the Dickies (2004) — Концерт Dickies в Portsmouth Wedgewood Rooms, 16 июля 2002 года.
- Too Tough to Die (A Tribute to Johnny Ramone) (2008) — участие; концерт в Лос-Анджелесе, 2004 года